# Phyllometra proutiana
Phyllometra proutiana là một loài bướm đêm trong họ Geometridae.